# Max Yantok
Max Yantok, pseudônimo de Nicolau Cesarino (1881, Itália - 1964, no Rio de Janeiro), foi um pintor, jornalista e caricaturista notório por seus trabalhos publicados em diversas revistas brasileiras do início do século XX, como O Malho e  O Tico Tico, onde lançou seu personagem mais conhecido: Kaximbown. Costumava retratava de forma crítica aspectos do cotidiano do período da história do Brasil conhecido como República Velha, dentre eles o voto de cabresto e coronelismo, por exemplo. No Rio de Janeiro, precisamente no bairro de Bancários, Ilha do Governador, há uma rua em homenagem ao autor.

## Biografia
Não há registros oficiais sobre a nacionalidade de Nicolau Cesarino. Algumas fontes apontam o estado brasileiro do Rio Grande do Sul, enquanto outras indicam se tratar de um imigrante italiano. Yantok, como se tornou conhecido, tornou-se célebre principalmente através do semanário O Tico-Tico, que circulou no Brasil de 1905 até o final da década de 1950. Nele foi criado no ano de 1911 o personagem chamado Kaximbown, um de seus mais famosos. Além dele, Joca Bemol, Barão de Rapapé e Chico Muque também figuram entre suas criações. Estilisticamente, foi influenciado pelos quadrinhos de cunho pré-surrealista de Little Nemo.  Também publicou histórias em quadrinhos de ficção científica na revista O Capitão Z da Editora Brasil América.

### Kaximbown
Kaximbown foi certamente um de seus personagens mais notórios. Surgiu na edição 304 da revista O Tico Tico, que foi lançada no dia 2 de agosto de 1911. Kaximbown era um homem rico com pretensões de intelectual que sempre aparecia com seu cachimbo, acompanhado de seu criado conhecido como Pipoca, com o qual vivia uma série de peripécias em lugares míticos como a Pandegolândia.